# 北海道道68号旭川空港線
北海道道68号旭川空港線（ほっかいどうどう68ごう あさひかわくうこうせん）は、北海道上川郡東神楽町と旭川市を結ぶ道道（主要地方道）である。

## 概要

### 路線データ
- 起点：北海道上川郡東神楽町東2線（旭川空港）
- 終点：北海道旭川市西神楽2線18号（国道237号・国道452号交点）
- 総延長：6.478 km[1]
- 実延長：6.432 km[1]
- 重用延長：0.046 km[1]

## 歴史
- 1965年（昭和40年）3月26日 - 488号として路線認定[2]。
- 1993年（平成5年）5月11日 - 建設省から、道道旭川空港線が旭川空港線として主要地方道に指定される[3]。
- 1994年（平成6年）10月1日 - 路線番号を68号に変更[4]。

## 路線状況

### 道路施設
主な橋梁
- 柏木橋（ポン川 = 忠別川支流）= 東神楽町12号

## 地理

### 通過する自治体
- 上川総合振興局
  - 上川郡東神楽町
  - 旭川市

### 交差する道路
東神楽町
- 北海道道37号鷹栖東神楽線 - 12号

旭川市
- 国道237号 - 西神楽2線18号（終点）
- 国道452号 - 西神楽2線18号（終点）

### 沿線にある施設など
- 旭川空港
- 大雪霊園
- JR北海道 富良野線 西聖和駅